# Henry Gray (Politiker)
Henry Gray junior (* 19. Januar 1816 im Laurens County, South Carolina; † 11. Dezember 1892 in Coushatta, Louisiana) war ein US-amerikanischer Jurist und Politiker, welcher zuerst in der Mississippi Legislature saß und zuletzt in der Louisiana State Legislature. Während des Bürgerkrieges diente er als Brigadegeneral in der Konföderiertenarmee und saß im Konföderiertenkongress.

## Werdegang
Henry Gray junior, Sohn von Elvira Flanagan (1787–1847) und Henry Gray senior (1786–1831), wurde ungefähr ein Jahr nach dem Ende des Britisch-Amerikanischen Krieges im Laurens District von South Carolina geboren. Sein Vater diente als Captain in der US-Army während des Britisch-Amerikanischen Krieges und sein Großvater Fredrick Gray (1759–1837) als Captain in der Kontinentalarmee während des Unabhängigkeitskrieges. Über die Jugendjahre von Henry Gray junior ist nichts bekannt. Gray graduierte 1834 am South Carolina College (heute University of South Carolina). Er studierte Jura und begann nach dem Erhalt seiner Zulassung als Anwalt 1838 zu praktizieren. Seine Studienzeit war von der Wirtschaftskrise von 1837 überschattet. Er zog dann nach Mississippi, wo er sich im Winston County niederließ. 1839 wurde er dort Bezirksstaatsanwalt – ein Posten, den er bis 1845 innehatte. Während dieser Zeit heiratete er 1841 Eleanora Ann Howard. 1846 wurde er in die Mississippi Legislature gewählt und war dort eine Amtszeit lang tätig. Die Folgejahre waren vom Mexikanisch-Amerikanischen Krieg überschattet. Gray kandidierte 1850 erfolglos als Whig für einen Sitz im US-Kongress. Im Dezember 1850 erwarb er 332 Acres (1,34 km2) Land im Bienville Parish (Louisiana). Bei der Präsidentschaftswahl von 1856 fungierte er als Wahlmann für die Demokratische Partei und betrieb mit seinem Freund Judah Philip Benjamin (1811–1884) Wahlkampf im Staat. Gray wurde 1860 in die Louisiana State Legislature gewählt, erlitt aber Ende des gleichen Jahres bei der Wahl für den Senat von Louisiana eine Niederlage gegenüber seinen Freund Benjamin.
Vor dem Ausbruch des Bürgerkrieges verpflichtete er sich im Januar 1861 als ein Private in einem Infanterieregiment von Mississippi. Sein Freund Präsident Jefferson Davis (1808–1889) rief ihn dann nach Louisiana zurück, um ein Regiment aufzustellen. Zwischen April und Anfang Mai 1862 hob er bei Camp Taylor das 28. Infanterieregiment von Louisiana aus und wurde dessen Colonel. Am 14. April 1863 wurde Gray während eines Kampfes bei Bayou Teche (Louisiana) verwundet. Der Department Commander Edmund Kirby Smith (1824–1893) ordnete am 8. April seine Beförderung zum Brigadegeneral an, aber der Konföderiertenkongress verweigerte dies. Gray erhielt im April das Kommando über eine Brigade in der Division unter Generalmajor Camille Armand Jules Marie de Polignac (1832–1913). In der Folgezeit nahm er an Schlacht um Vicksburg teil sowie an mehreren Schlachten in Louisiana. Nach dem Brigadegeneral Alfred Mouton (1829–1864) am 28. April 1864 während der Schlacht von Mansfield fiel, übernahm er das Kommando über dessen Division. In einer Nachwahl im Dezember 1864 für den Kongresswahlbezirk von Nordwest-Louisiana wurde er in den zweiten Konföderiertenkongress gewählt, um dort die Vakanz zu füllen, die durch den Tod von Benjamin Lewis Hodge (1824–1864) am 12. August 1864 entstand. Seine Wahl fand ohne seine Kenntnis statt und er erfuhr erst danach davon. Er trat bei dem Camp in Camden (Arkansas) aus der Konföderiertenarmee aus und reiste nach Richmond (Virginia). Am 17. März 1865 wurde er zum Brigadegeneral befördert, rückwirkend zur Schlacht von Mansfield. Gray übernahm wieder das Kommando über seine Brigade in der Division von Polignac, welches er bis zum Ende des Krieges behielt. Es existieren keine Aufzeichnung darüber, dass er von der US-Regierung begnadigt wurde.
Nach dem Ende des Krieges saß er im Senat von Louisiana. Er verbrachte den Rest seines Lebens damit sein Vermögen wieder aufzubauen. Sein einziger Sohn verstarb 1864 und seine Ehefrau einige Jahre später. Gray verstarb im Alter von 76 Jahren in dem Haus seiner Tochter bei Coushatta (Red River Parish) und wurde dann auf dem in der Nähe gelegenen Springville Cemetery beigesetzt.
Der Brigadegeneral Henry Gray Ortsverband #218 der Military Order of the Stars and Bars in Shreveport (Louisiana) ist nach ihm zu Ehren benannt.